# Altica chamaenerii
Altica chamaenerii es una especie de  coleóptero de la familia Chrysomelidae. Fue descrita científicamente por primera vez en 1926 por Har. Lindberg.